# Antonino Martino (giocatore di calcio a 5)
Antonino Martino (Reggio Calabria, 26 marzo 1987) è un giocatore di calcio a 5 italiano.

## Carriera

### Club
Cresciuto nelle giovanili della Reggina, nel 2004 approda al Prato Calcio a 5 perché considerato di statura troppo brevilinea per sfondare nel calcio. Nella formazione laniera Martino è riserva dell'esperto Feller, che lo aiuta nell'acquisizione della padronanza del ruolo e della disciplina. Nelle due stagioni successive gioca con il Reggio, venendo utilizzato come alternativa a Lo Gatto durante la prima stagione e di Angelini in quella successiva; il suo apprendistato sarà completato dai suggerimenti di Kiko Bernardi durante l'esperienza al Montesilvano nel campionato 2007-08.
La stagione successiva è la prima da titolare, giocata nel Regalbuto in Serie A2: al termine della stagione la difesa dei siciliani risulta essere una delle meno battute nonostante il nono posto in classifica; la performance si ripete anche nel Ceccano, convincendo la dirigenza della Luparense ad acquistarne il cartellino nel corso del campionato 2010-11, nella quale è il vice del brasiliano Weber. Dopo alcune brevi parentesi nella massima serie con Fiumicino, Augusta e Pescara, nel dicembre 2012 accetta la proposta del Fabrizio in Serie B. Divenuto in breve uno dei punti di riferimenti della giovane squadra calabrese, grazie a due ripescaggi consecutivi nella stagione 2014-15 il portiere ritorna a calcare i campi della massima serie. Nella stagione 2015-2016 fa parte della rosa della Polisportiva Futura, impegnata nel girone F di serie B. Dopo cinque stagioni nella Cormar Futsal Polistena - poi rinominata Cormar Reggio Calabria - con la quale ha raggiunto la massima serie, il 14 dicembre 2023 Martino ritorna alla Polisportiva Futura.

### Nazionale
Presenza costante nella Nazionale Under-21, nel 2008 viene incluso dal ct Minicucci nella lista dei 15 preconvocati al campionato europeo di categoria, venendo tuttavia escluso da quella definitiva composta da 14 giocatori.